# چاه عبدالطیف
چاه عبدالطیف روستایی در دهستان پیشین بخش پیشین شهرستان راسک استان سیستان و بلوچستان ایران است.

## جمعیت
بر پایه سرشماری عمومی نفوس و مسکن در سال ۱۳۹۵ جمعیت این روستا ۲۹۹ نفر (۶۶خانوار) بوده‌است.